# Gondreville (Meurthe-et-Moselle)
Gondreville ist eine französische Gemeinde mit 2.643 Einwohnern (Stand 1. Januar 2022) im Département Meurthe-et-Moselle in der Region Grand Est (bis 2015 Lothringen). Sie gehört zum Arrondissement Toul und zum Kanton Le Nord-Toulois.

## Geographie
Die Gemeinde liegt zwischen Toul und Nancy am rechten östlichen Ufer der Mosel. Nachbargemeinden von Gondreville sind Fontenoy-sur-Moselle im Nordosten, Bois-de-Haye im Osten, Maron im Südosten, Sexey-aux-Forges und Villey-le-Sec im Süden, Dommartin-lès-Toul im Südwesten, Toul im Westen sowie Villey-Saint-Étienne im Nordwesten.
Die Grotte du Géant ist eine natürliche Höhle am rechten Ufer der Mosel in Gondreville.

## Geschichte und Bevölkerungsentwicklung
Hier lag im frühen Mittelalter einer der bedeutendsten Königshöfe des westfränkischen Reichs, in dem fast alle karolingischen Herrscher abstiegen, Gesandte empfingen und Urkunden ausfertigten. Ein Aufenthalt Karls des Großen 782 ist nicht gesichert, weil der Ausstellungsort der Urkunde fast unleserlich ist. Sicher ist aber, dass sein Sohn Ludwig der Fromme 837 "ad praedium Gundulfi" zurückkehrte, nachdem er eine Romreise wegen starker Normanneneinfälle abbrechen musste (Regesta Imperii I., 965c). 841 urkundete Lothar I. hier, 843 urkundeten Lothar I. und sein Bruder Ludwig II., der Deutsche, gemeinsam mehrfach, 851 und 852 insgesamt dreimal Ludwig II., 859 weilte Karl der Kahle hier, 864 rastete hier Lothar II., 865 empfing Lothar II. hier päpstliche Legaten, 869 urkundete Ludwig der Deutsche, Karl der Kahle war auch wieder hier, 872 traf Karl der Kahle hier die Bischöfe seines Reichs, 880 hielt sich Karl III., der Dicke, hier auf, 881 Ludwig der Jüngere, 885 wieder Karl der Dicke, der hier die Blendung des Prinzen Hugo befahl, und 896 urkundete Karl der Dicke hier auch. Heinrich I., der erste Sachsenkönig, schenkte in der Königspfalz Straßburg 929 die "villa Gondolfs" dem nahegelegenen Bistum Toul (Reg.Imp.II.,25). Somit sind für Gondreville mindestens 15 Besuche karolingischer Herrscher überliefert, die alle in den "Regesta Imperii" abgedruckt sind. Von dem ehemals so bedeutenden Königshof sind Reste scheinbar nicht erhalten geblieben.
| Jahr      | 1968 | 1975 | 1982 | 1990 | 1999 | 2006 | 2019 |
| Einwohner | 1274 | 1476 | 1592 | 2145 | 2215 | 2845 | 2712 |

## Gemeindepartnerschaft
- Mörlenbach im Odenwald, Deutschland